# Cap Canaille

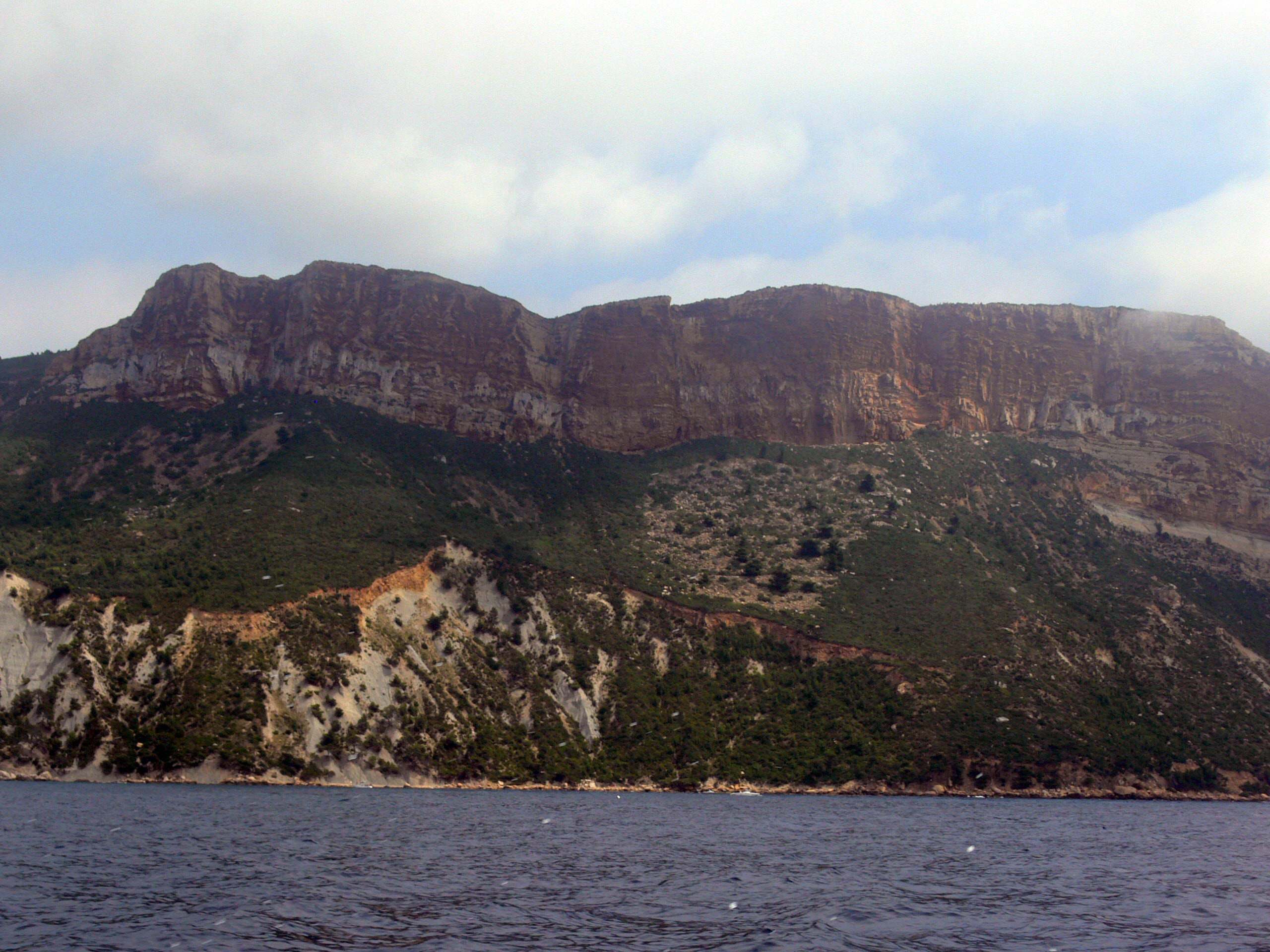
Ściana Falaises Soubeyrane widziana od strony morza

Cap Canaille – wzgórze i cypel położony w departamencie Delta Rodanu (Bouches-du-Rhône) w południowej Francji, na Lazurowym Wybrzeżu. Wznosząc się na 394 m n.p.m. (Grande Tête) tworzy najwyższy klif morski we Francji, zwany Falaises de Soubeyrannes.
Cap Canaille położony jest na wybrzeżu Morza Śródziemnego pomiędzy miastami Cassis i La Ciotat, około 27 km na południowy wschód od centrum Marsylii. Przez szczyt klifu biegnie droga Corniche des Crêtes.
Wzgórze i klif od 2012 roku jest częścią Parku Narodowego Calanques, który chroni rozległy obszar wapiennego wybrzeża, wzniesień i wysp na południe od Marsylii. 
Skały składają się z warstw piaskowca, zlepieńca i wapienia. Osady pochodzą z późnej kredy: od piaskowców z turonu w kolorze ochry w części górnej do szarego margla z cenomanu u podstawy.  
Na stokach Cap Canaille nakręcono sceny do francuskiej komedii Zawieszeni na drzewie z udziałem Louis de Funèsa (1971) oraz scenę pościgu do filmu Taxi 2 (2000).